# Konstantin I. Veliki
Konstantin Veliki (lat. Flavius Valerius Aurelius Constantinus Augustus; Naissus, 28. veljače 272. ili 273. – Nikomedija, 22. svibnja 337.) rimski car 306. – 337.

## O Konstantinovim roditeljima
U vrijeme Konstantinova rođenja njegov rodni grad, danas Niš, je bio dio Gornje Mezije. Konstantinov otac Flavije Valerije Konstancije
rodom iz istočnih oblasti Ilirika, bio je karijerni vojnik, a majka Julija Helena vjerojatno je podrijetlom iz Drepana u Bitiniji na sjeverozapadu Male Azije, gdje je danas tursko selo Hersek. Poslije je Konstantin Drepan preimenovao u Helenopol. Još je dva grada nazvao po majci, a možda i pokrajinu Helenopont. Helena je bila niskog roda, prema nekim svjedočanstvima, krčmarica u roditeljskoj gostionici.
Konstantinov otac Konstancije, tada stožerni časnik cara Aurelijana (270. – 275.), najvjerojatnije je mladu Helenu upoznao 271. godine, ako je točna pretpostavka da se u to vrijeme nalazio u Maloj Aziji. Po svemu sudeći, Helena je postala Konstancijeva priležnica i on se njome nikad nije oženio. Priležništvo je bilo uobičajeno među rimskim vojnim odličnicima. Uostalom, tadašnji je zakon branio muškarcima višeg društvenog položaja da stupaju u brak sa ženama nedostojnog zanimanja i lošeg ugleda.

## Konstantinovo stasanje
Tijekom vojničke službe Konstancije je upoznao nešto starijeg Diokla, budućeg Dioklecijana, koji je također služio pod Aurelijanom i Probom. Čini se da se među Konstancijem i Dioklom razvilo prijateljstvo i povjerenje. Nako što je Dioklo postao car, a u borbi za prijestolje mu je nedvojbeno podršku pružio Konstancije, novi je vladar postavio svog druga za namjesnika u Dalmaciji (285.). Bio je to jasan pokazatelj naklonosti jer je to bila Dioklecijanova rodna pokrajina.
Helena i Konstantin jamačno su se pridružili Konstanciju u namjesničkoj palači u Saloni, dalmatinskoj prijestolnici. 
Tu je otac sinu mogao priuštiti ono što sam možda nije imao jer su carevi s kraja 3. i početka 4. stoljeća bili uglavnom slabije obrazovani ili neuki seljački sinovi koji su se na društvenoj ljestvici uspeli zahvaljujući  uspješnoj karijeri u vojsci. Dakako, časnički je sin Konstantin zasigurno počeo prolaziti i osnovnu vojničku obuku. Uto se dogodila još jedna, velika promjena u Heleninu i Konstantinovu životu. Maksimijan, Dioklecijanov sucar na Zapadu, imenovao je Konstancija svojim prefektom pretorija. Zapadni je car stolovao u Mediolanu (današnji Milano) u Italiji i Treverskoj Augusti (današnji Trier) u Galiji, a prefekt pretorija morao je pratiti svoga cara i ići kamo god bi ga on poslao.
Štoviše, kako bi Konstancija što čvršće vezao uz sebe, Maksimilijan ga ženi svojom pokćerkom Teodorom. Konstancije je tako morao napustiti priležnicu Helenu koja se iz Salone uputila natrag u Niš, a s njom je pošao i Konstantin.
Uz vojne poslove, Konstancije je u Galiji imao vremena zasnovati brojnu obitelj sa svojom suprugom Teodorom. Imali su šestero djece, tri sina (Dalmacija, Konstancija i Hanibalijana) i tri kćeri (Konstanciju, Anastaziju i Eutropiju). Konstantin je polubraći u polusestre upoznao tek mnogo kasnije, u Britaniji.
Godine 293. Maksimilijan je u dogovoru s Dioklecijanom posinio Konstancija i uzdigao na položaj cezara, nižeg suvladara s poglavitom nadležnošću nad Galijom i Britanijom. Konstantina je pak Dioklecijan pozvao u svoje sjedište u Nikomediji pa se on odjednom našao u najvećem sjaju i usred intelektualno vrlo živahne sredine jer su Dioklecijanov dvor pohodili i poganski i kršćanski umnici, učenjaci, pjesnici i drugi ljudi od pera. Otprilike dvadesetogodišnji Konstantin primio je na dvoru temeljitu naobrazbu iz latinske književnosti, grčkog jezika i filozofije, a napredovao je i u vojnoj službi penjući se časničkim činovima sve do tribuna prvog reda (305.). Iskazao se na bojnom polju, u vojnama protiv Karpa na Dunavu (296.) i Perzijanaca u Siriji te ponovno protiv Perzijanaca u Mezopotamiji (296. i 298.).

## U posjedu carskog grimiza
Kad je Galerije 299. poslan da čuva donjodunavsku granicu protiv navala Karpa i Sarmata, Konstantin je ostao s Dioklecijanom u Siriji. U Dioklecijanovoj je pratnji, jašući na počasnom mjestu tj. caru zdesna, 302. posjetio Egipat, a potom se s njim u jesen vratio u Nikomediju. Tu je dočekao carevu odluku o pokretanju dotad najopsežnijih progona kršćana u veljači 303. godine. Konstantin je jamačno pratio Dioklecijana u proljeće 303. na putovanju u Italiju, gdje je car potkraj godine u Rimu sa svojim sudrugom Maksimijanom proslavio dvadesetogodišnjicu vlasti, desetogodišnjicu tetrarhije i pobjedu nad Perzijom. Vraćajući se iz Rima u Nikomediju u ljeto 304. duž dunavske granice, Dioklecijan se teško razbolio. Jedva je preživio zimu 304. i 305., ali se ipak nekako oporavio. Pod utjecajem tek preboljele bolesti i Galerijeva ustrajna nagovaranja, vremešni je car odlučio odstupiti s vlasti. S njim se carskog položaja, kako je dogovoreno, odrekao i Maksimijan.
Novi su carevi postali dotadašnji cezari, Konstancije i Galerije. Kad se u razgovoru između Dioklecijana i Galerija postavilo pitanje o tomu tko će biti dvojica novih cezara, caru se prirodno učinilo da to budu Maksimijanov sin i Galerijev zet Maksencije i Konstancijev izdanak Konstantin. No Galerije je imao druge planove. Nije mu se milio Konstantin, a još manje Maksencije. Kad je osvanuo 1. svibnja 305., dan kad su se carskog grimiza istodobno odrekli Dioklecijan i Maksimijan, svi vojni zapovjednici i predstavnici vojske koji su se okupili tom svečanom prigodom u Nikomediji očekivali su da će Dioklecijan sljedećim cezarima proglasiti Konstantina i Maksencija. To se na zaprepaštenje nazočnih nije dogodilo, nego su odabrani Galerijevi ljudi, njegov prijatelj Sever i nećak Maksimin, Maksimin Daja. Konstantin se zasigurno osjećao izigrano, ali nije imao izbora.
Ubrzo je Konstancije zatražio od Galerija da mu pošalje sina radi predstojećeg pohoda u Britaniji protiv Pikta. I doista, Konstantin je stigao ocu u Bononiju (Boulogne) prije njegova polaska u Britaniju. Kasnija je priča to Konstantinovo putovanje pretvorila u pustolovni bijeg od Galerija. Po svemu sudeći, Konstantin je putovao služeći se blagodatima državne poštanske službe koja je stajala na raspolaganju carskim dužnosnicima. 
S ocem je Konstantin stigao u Eborak (današnji York) odakle su napali Pikte u današnjoj Škotskoj. Konstanciju je zdravlje bilo sve slabije pa je naposljetku i preminuo 25. srpnja 306. Konstantin je stalno bio uz oca, što je očito bilo smišljeno kako bi se predstavio kao njegov nasljednik, a čim je otac izdahnuo, Konstantina je očeva vojska proglasila carem. Konstantinovu su vlast prihvatili u Britaniji i Galiji, ali ne i u Hispaniji kojom je Konstancije vladao tek nešto više od godinu dana. Novi se car pokazao mudrim pa je najprije obustavio progone kršćana na svome području i obnovio sva njihova prava te je, želeći izbjeći titulu uzurpatora, prema običaju poslao Galeriju svoju sliku ovjenčanu lovorom, izvješćujući ga o svom zacarenju. Galeriju, koji je nakon Konstancijeve smrti postao prvi car, ovo se nije nimalo dopalo. Navodno je u prvi mah u bjesnilu spalio Konstantinovu sliku, no pritisnut okolnostima priznao je svršen čin. Ipak, Konstantinu je poslao carski grimiz samo s naslovom cezara, a za novog cara na Zapadu postavio je Severa. 
Konstantin je naslov prihvatio, čime je njegova vlast dobila ozakonjenje u Britaniji, Galiji i Hispaniji. Uskoro je prešao u Galiju, dovršio utvrde čiju je gradnju započeo njegov otac i naložio popravak državnih cesta. U zimi 306. i 307. ratovao je na donjoj Rajni protiv germanskih Franaka koji su bili provalili u Galiju. Prvu je vladarsku pobjedu proslavio u Treverskoj Augusti kada su zarobljeni franački kraljevi s ostalim zarobljenicima bačeni zvjeradi u gradskom amfitetru.
U međuvremenu su se prilike u Carstvu zamrsile. Maksencije se u Rimu domogao grimiza uz pomoć pretorijanaca. Isprva se i on nadao priznanju Galerija, no kad je shvatio da do toga neće doći, nego da po Galerijevu nalogu Sever u Mediolanu sprema pohod protiv njega, pozvao je iz mirovine oca Maksimijana koji je nakon silaska s vlasti živio na svom imanju u Kampanji ili Lukaniji. Otac mu se odazvao, uzevši opet carski naslov. Sever je 307. krenuo na Rim, ali su ga vlastiti vojnici napustili i ubili, podmićeni Maksencijevim obećanjima i pridobiveni njegovim ugledom jer su mnogi još bili služili pod njim. Budući da je Maksenciju i Maksimijanu prijetila opasnost od Galerija koji se osobno spremao u pohod na Rim, Maksimijan je u ljeto 307. pošao Konstantinu u Galiju kako bi s njim sklopio savez. Konstantin je prihvatio i Maksimijan ga je sada službeno proglasio carem pa su sada na Zapadu bila tri cara (Konstantin, Maksencije i Maksimijan). Savez je zapečaćen i Konstantinovim vjenčanjem s Maksimijanovom kćeri Faustom.

## Uspon do uloge jedinog cara
Dok se sve to odigravalo, Galerije je u kasno ljeto upao u Italiju i opsjeo Rim koji je branio Maksencije. Uvidjevši neučinkovitost opsade i pobojavši se da ga ne snađe Severova sudbina, Galerije se povukao i zatražio pomoć Dioklecijana. Dioklecijan se dao nagovoriti i u studenome 308. sazvao je u Karnuntu u Panoniji sastanak koji je trebao spasiti tetrarhiju.
Tijekom toga se zbio razdor između sina i oca kad je Maksimijan u Rimu pokušao izgurati Maksencija s vlasti, ljubomoran što je po položaju i moći niži od njega. Preračunavši se da će mu vojska pružiti podršku, morao je pobjeći, a utočište mu je pružio Konstantin. na sastanak u Karnuntu stigli su Galerije, Dioklecijan i Maksimijan. Ondje je za cara, umjesto mrtvog Severa, proglašen Licinije koji je dobio zadatak da se obračuna s Maksencijem. Maksimijan se opet morao odreći carskog naslova, a Konstantinu je ponovo priznata cezarska dužnost. No Konstantin za to nije mario, nego se u svojim oblastima i dalje nazivao carem. Godine 308. ratovao je protiv germanskih Bruktera, sagradivši pokraj Agripinskih Kolonija (današnji Köln) veliki most na Rajni preko kojeg je prešao na neprijateljsko tlo. Naslovom cezara više se nije zadovoljavao ni Galerijev suvladar Maksimin Daja, ljutit što je Licinije odmah, takoreći preko reda, bio proglašen carem. Galerije je isprva pokušao priliku riješiti tako što je i Konstantinu i Maksiminu Daji dodijelio naslov sinova Augusta, svojevrsno prijelazno dostojanstvo između cezara i cara, no to nije bilo dovoljno. Konstantin je na Zapadu redovito koristio naziv cara pa se u proljeće 310. carem proglasio i Maksimin Daja. Galeriju nije preostalo ništa drugo nego prihvatiti stanje kakvo jest. Tako su u Rimskom Carstvu postojala čak četvorica priznatih careva (Galerije, Licinije, Konstantin i Daja) i jedan nepriznati (Maksencije). 
Maksimijan je teško podnosio činjenicu što je ostao bez carskog naslova. Konstantin mu je omogućio da sudjeluje u državnim poslovima jer mu je bio tast, a vjerojatno je i trebao njegovu pomoć ako bi bio prisiljen ratovati na dva bojišta. Kad je u ljeto 310. krenuo na donju Rajnu gdje su Franci ponovno stvarali poteškoće, Maksimijana je s dijelom svoje vojske spremio na jug Galije kako bi se zaštitio od mogućeg upada Maksencija kojeg Licinije, zauzet na drugim stranama, nikako nije uspijevao napasti.
Maskimijan je to iskoristio da treći put posegne za carskom vlašću. Pohitao je u Arelat (Arles) i objavio da je Konstantin mrtav. Dio vojnika ga je proglasio carem, no većina četa ostala je vjerna Konstantinu. On je pak, čim je čuo što se događa, napustio pohod protiv Franaka i pojurio na jug s vojskom. Maksimijan se na tu vijest sklonio iz Arelata u Masiliji (Marseille), kaneći se pripremiti za opsadu, ali su građani Konstantinu otvorili gradska vrata, a Maksimijan je doveden pred zeta koji ga je žestoko ukorio. Nije ga osudio na smrt, ali ga je izložio snažnom pritisku da počini samoubojstvo, što je ovaj i učinio objesivši se. U proljeće 311. smrću cara Galerija slijedilo je novo zakuhtavanje borbe za vlast. Maksencije se počeo naoružavati protiv nasrtaja na svoje područje, a Konstantin je sklopio mir s Licinijem, dok se Maksencije povezao s Makiminom Dajom. Već u proljeće 312. Konstantin je pokrenuo svoje snage i zaposjeo sjevernu Italiju. Nakon toga se usmjerio na Rim, napredujući sporo kako bi se Maksencijeva vlast srušila sama od sebe. Maksencije se zatvorio u Rim, kaneći se održati kao i prije protiv Severa i Galerija, no naposljetku je morao izjahati sa svojim četama iz grada, sučelivši se s Konstantinom kod Milvijskog mosta. Tog 28. listopada Konstantinovi su se vojnici protivnicima primakli noseći na svojim zastavama i štitovima dotad neviđeno vojno znamenje, kristogram, znak da je Konstantin za svog zaštitnika u ovom boju odabrao kršćanskog Boga. 
U kratkom okršaju Maksencije je doživio potpun poraz i Konstantin je sutradan trijumfalno ušao u Rim. U spomen na pobjedu u Rimu je podignut Konstantinov slavoluk, a car je dao izgraditi golem kip koji ga je prikazivao kako pogleda uprtog u nebo drži labarum te ga postavio u Maksencijevu, sada svoju baziliku. U veljači sastao se s Licinijem u Milanu kako bi zapečatili svoj savez Licinijevom ženidbom s Konstantinovom polusestrom Konstancijom. Iz Milana je ponikao i glasoviti proglas koji je svim vjerama u Carstvu jamčio punu ispovjednu slobodu (Milanski edikt). Kršćanstvo nije samo postalo zakonitom vjerom, što je već bilo po Galerijevu ukazu s kraja travnja 311., nego se kršćanima trebala vratiti sva imovina oduzeta tijekom Dioklecijanovih progona. Milanski je sastanak nenadano prekinut kad je Licinije doznao da je Maksimin Daja upao u njegovo područje u Trakiji. Dok je Licinije hitao nabrzinu okupiti vojsku i suprotstaviti se napadaču, Konstantin se zadržao u sjevernoj Italiji čekajući ishod bitke. Kod Hadrijanopola (Edirne) 1. svibnja Licinije je, nakon što su njegovi vojnici izmolili istu onu molitvu kršćanskom Bogu kao i Konstantinovi prije sraza s Maksencijem, nadvladao brojčano nadmoćne Maksiminove čete. Daja se poslije porazao dao u bijeg i dospio do Tarza gdje je počinio samoubojstvo. Sada je jedini car na istoku Licinije. Ubrzo su se odnosi između Konstantina i Licinija pokvarili i došlo je do sukoba oko mjesta za cezare. Te skuobe je dodatno pogoršala stvar da se Liciniju rodio sin, Licinije Mlađi, a Konstantinu Konstantin Mlađi. Konstantin se riješio šurjaka Basijana pod optužbom da ga je snovao ubiti u dosluhu s Licinijem. Dobivši izliku za počinjanje neprijateljstva, Konstantin je pokrenuo rat. Prva bitka vođena je 8. svibnja 316. kod Cibale (današnjih Vinkovaca) i u njoj je Licinije poražen. Pokazao se slabijim i u bitki kod Hadrjanopola. Ipak, Konstantin nije mogao postići potpunu pobjedu pa je pristao na pregovore.
Prema mirovnom sporazumu iz serdike, Licinije se u Konstantinovu korist odrekao cijelog Ilirika, zadržavši samo Trakiju, a njihovi su sinovi dobili naslove cezara.

## Gospodar svijeta
Konstantin je sljedećih godina redovito boravio u Iliriku stolujući u Sirmiju (Srijemska Mitrovica), Serdiniki i Tesaloniki (Solun). Godine 323. uspješno ratuje protiv Sarmata i Gota. U međuvremenu dobiva još dvojicu sinova Konstancija rođenog u Sirmiju i Konstanta rođena u Tesaloniki. Fausta mu je rodila još dvije kćeri, Konstantinu i Helenu.
Do 320. klimavi mir između Licinija i njega se još više narušio zbog razlika u vjerskoj politici. Licinije, poklonik Nepobjedivog Sunca, počeo je uskraćivati potporu kršćanima, uklonio ih je sa svog dvora i ograničio njihova prava.
Otvoreni rat planuo je u proljeće 324. kada je Konstantin s golemom vojskom krenuo iz Soluna te je u srpnju kod Hadrijanopola I u rujnu kod Hrizopola izvojevao nad Licinijem dvije ključne pobjede. Poraženi Licinije se povukao u Nikomediju I ponudio predaju, Konstantin mu je obećao da će mu poštedjeti život I Licinije je osobno pred pobjednikom carski grimiz, poklonio mu se kao caru i gospodaru te zatražio oprost za sva svoja djela. Poslan je u Tesaloniku skupa sa svojom obitelji, ali ga je Konstantin 325. dao smaknuti, a njegova sina godinu dana kasnije snašla je ista sudbina.
Konstantin je u Nikomediju ušao u trijumfu. Konačno je postao gospodar cijelog Rimskog Carstva i njegova je vlast bila neupitna. U studenom je najmlađeg sina proglasio cezarom. Istog je dana na mjestu starog Bizantija odredio granice budućeg Konstantinopola, Konstantinova grada. Do 328. grad je dobio nove zidine, a posvećen je 11. svibnja 330. te je otada poznat kao ‘’Novi Rim’’. Jedan od prvih Konstantinovih poteza bilo je sazivanje općeg sabora Crkve u Nikeji u svibnju 325. na kojem se raspravljalo o arijanskom sporu. Car je osobno predsjedao saborom i održao govor. Nije se razumio u teologiju i najvažnije mu je bilo očuvati jedinstvo Crkve.
Godinu 326. obilježile se dvije obiteljske tragedije. Konstantin je u Poli dao ubiti najstarijeg sina Krispa, a onda je na majčin nagovor ubio ženu Faustu. Optužba je bila da su njih dvoje bili ljubavnici.

## Reforme, pokrštenje i smrt
Konstantin se dokazao i kao sposoban upravljač rimskom državom. Preuredio je upravu carstva ne temeljima koje je postavio Dioklecijan. Vojsku je podijelio na pograničnu i pokretnu, od kojih je prva bila smještena i čuvala mir na granicama Carstva dok je druga djelovala iz pozadine kad bi nastala opasnost na granici i pratila cara na vojnim pohodima. Uveo je službu vojnih načelnika, glavnih vojskovođa na čelu legija. To je učinio nakon što je prefektima pretorija oduzeo vojne ovlasti, učinivši ih tako najvišim civilnim službenicima, a pretorijance raspustio. Ustanovio je i dvije nove službe na dvoru, kvestora i načelnika službi. Proveo je i novčanu reformu počevši kovati čisti zlatnik koji je postao glavna moneta u Carstvu.
Od 330. Konstantin je stolovao u novoj prijestolnici, zabavljen zaštitom granice na donjem Dunavu. U prosincu 333. je najmlađeg sina Konstanta uzdignuo na položaj cezara, a urujnu 335. istom je čašću okitio nećaka Dalmacija, dok je njegovu bratu Hanibalijanu, mužu svoje kćeri Konstantine dodijelio naslov kralja kraljeva i nadležnost nad narodima na istočnoj rimskoj granici.
Car se u travnju 337. teško razbolio. Pošao je iz Carigrada u majčin rodni grad Helenopol u tamošnje termalne kupelji. Sluteći da mu je kraj blizu odlučio se krstiti kako sa sebe sprao sve grijehe. Pokušao se vratiti u Carigrad, ali je dospio samo do Ankirone, predgrađa Nikomedije. Tu je pozvao nekoliko biskupa, od kojih ga je Euzebije Nikomedijski krstio. Konstantin je obećao da će živjeti na mnogo kršćanskiji način oporavi li se od bolesti, ali mu se prilika za to nije pružila. Umro je 22. svibnja 337., a tijelo preminulog cara preneseno je u Carigrad i pokopano u crkvi Svetih Apostola. Već su mu suvremenici dodijelili naslov Magnus tj. Veliki, a u istočnom su ga kršćanstvu počeli štovati kao sveca. Nakon očeve smrti vlast u Carstvu su preuzeli Konstantin II., Konstancije II. i Konstans I., uklonivši sve rođake koje su smatrali prijetnjom za svoj položaj.